# 2034
|  | Denne artikel beskriver en fremtidig begivenhed Denne artikel eller sektion handler om planlagt eller forventet fremtidig begivenhed. Der kan forekomme spekulativ information, og indholdet kan ændres dramatisk når begivenheden nærmer sig og mere information bliver tilgængelig. |

| 2034               |
| ------------------ |
| Dødsfald - Fødsler |
| • Sport            |

| Gregoriansk kalender | 2034 MMXXXIV            |
| Ab urbe condita      | 2787                    |
| Armensk kalender     | 1483 ԹՎ ՌՆՁԳ            |
| Kinesiske kalender   | 4730 – 4731 癸丑 – 甲寅 |
| Etiopisk kalender    | 2026 – 2027             |
| Jødisk kalender      | 5794 – 5795             |
| Hindukalendere       |                         |
| - Vikram Samvat      | 2089 – 2090             |
| - Shaka Samvat       | 1956 – 1957             |
| - Kali Yuga          | 5135 – 5136             |
| Iransk kalender      | 1412 – 1413             |
| Islamisk kalender    | 1456 – 1457             |

2034 (MMXXXIV) begynder året på en søndag. Påsken falder dette år den 9. april
Se også 2034 (tal)

## Sport
- VM i fodbold 2034. Den 25. udgave af VM i fodbold. Endnu har intet land officielt langt billet ind på et værtkandidatur.

## Film
- Borte med blæsten (1939), Mr. Smith Goes to Washington (1939) og Troldmanden fra Oz (1939) – efter amerikansk copyrightlovgivning gældende i 2008 vil de alle være i public domain i 2034.